# Джеймс, Рис (футболист, 1993)
Рис Джеймс (англ. Reece James; 7 ноября 1993) — английский футболист, защитник клуба «Ротерем Юнайтед».

## Футбольная карьера
Уроженец Бейкапа (графство Ланкашир), Джеймс начинал футбольную карьеру в юношеских командах клубов «Россендейл Юнайтед», «Блэкберн Роверс» и «Престон Норт Энд». В июле 2012 года присоединился к академии «Манчестер Юнайтед».
В июле 2013 года отправился в аренду в клуб «Карлайл Юнайтед». 3 августа 2013 года состоялся его профессиональный дебют в матче против «Лейтон Ориент». Однако 7 августа в матче Кубка Футбольной лиги против «Блэкберн Роверс» он получил травму, и в сентябре вернулся в «Манчестер Юнайтед».
После возвращения в «Манчестер Юнайтед» в сезоне 2013/14 Джеймс регулярно выступал за резервную команду клуба, а по итогам сезона был номинирован на получение награды Дензила Харуна лучшему резервисту года (награда в итоге досталась Сайди Янко. Джеймс сыграл в предсезонном турне «Юнайтед» в США в матче против «Лос-Анджелес Гэлакси». 26 августа 2014 года Рис Джеймс офиицально дебютировал за «Манчестер Юнайтед» в матче Кубка Футбольной лиги против «Милтон-Кинс Донс». Это была его единственная игра в основном составе «Манчестер Юнайтед».
26 ноября 2014 года Джеймс отправился в аренду в клуб «Ротерем Юнайтед». Провёл за команду восемь матчей, в январе 2015 года вернулся в «Манчестер Юнайтед». 26 марта 2015 года отправился в аренду в «Хаддерсфилд Таун» до конца сезона 2014/15. Дебютировал за «терьеров» 4 апреля 2015 года в матче против «Шеффилд Уэнсдей» на стадионе «Хиллсборо». 18 апреля 2015 года забил свой первый гол за клуб в матче против «Дерби Каунти» прямым ударом с углового.
21 июля 2015 года перешёл в «Уиган Атлетик», подписав с клубом трёхлетний контракт. В первой половине сезона 2015/16 регулярно попадал в основной состав, но после травмы, полученной в январе 2016 год в матче против «Честерфилда» пропустил остаток сезона и большую часть следующего сезона. После завершения сезона 2017/18 он покинул клуб в качестве свободного агента.
2 июля 2018 года Джеймс подписал однолетний контракт с «Сандерлендом». Провёл за клуб 34 матча в сезона 2018/19.
19 июня 2019 года перешёл в «Донкастер Роверс», подписав с клубом двухлетний контракт. 5 октября 2019 года забил свой первый гол за клуб в матче против «Портсмута».
1 июля 2021 года перешёл в клуб Чемпионшипа «Блэкпул», подписав трёхлетний контракт.
7 июля 2022 года отправился в сезонную аренду в «Шеффилд Уэнсдей». Дебютировал за «сов» 10 августа 2022 года матче Кубка Английской футбольной лиги против «Сандерленда». 16 августа 2022 года в матче против «Питерборо Юнайтед» был удалён с поля.
30 июня 2023 года перешёл в «Шеффилд Уэнсдей» на постоянной основе. В мае 2024 года стало известно, что летом он покинет клуб в связи истечением контракта.
Летом 2024 года перешёл в «Ротерем Юнайтед», подписав с клубом двухлетний контракт.

## Достижения
«Уиган Атлетик»
- Победитель Лиги 1: 2015/16, 2017/18

«Сандерленд»
- Финалист Трофея Английской футбольной лиги: 2018/19[27]

«Шеффилд Уэнсдей»
- Победитель плей-офф Лиги 1: 2023[28]

## Статистика выступлений
Данные приведены по состоянию на 19 октября 2024 года
| Клуб                      | Сезон            | Лига             | Лига | Лига | Кубок | Кубок | Кубок лиги | Кубок лиги | Прочие | Прочие | Итого | Итого |
| Клуб                      | Сезон            | Дивизион         | Игры | Голы | Игры  | Голы  | Игры       | Голы       | Игры   | Голы   | Игры  | Голы  |
| ------------------------- | ---------------- | ---------------- | ---- | ---- | ----- | ----- | ---------- | ---------- | ------ | ------ | ----- | ----- |
| Манчестер Юнайтед         | 2013/14          | Премьер-лига     | 0    | 0    | 0     | 0     | 0          | 0          | —      | —      | 0     | 0     |
| Манчестер Юнайтед         | 2014/15          | Премьер-лига     | 0    | 0    | 0     | 0     | 1          | 0          | —      | —      | 1     | 0     |
| Манчестер Юнайтед         | Итого            | Итого            | 0    | 0    | 0     | 0     | 1          | 0          | 0      | 0      | 1     | 0     |
| Карлайл Юнайтед (аренда)  | 2013/14          | Лига 1           | 1    | 0    | —     | —     | 1          | 0          | —      | —      | 2     | 0     |
| Ротерем Юнайтед (аренда)  | 2014/15          | Чемпионшип       | 7    | 0    | 1     | 0     | —          | —          | —      | —      | 8     | 0     |
| Хаддерсфилд Таун (аренда) | 2014/15          | Чемпионшип       | 6    | 1    | —     | —     | —          | —          | —      | —      | 6     | 1     |
| Уиган Атлетик             | 2015/16          | Лига 1           | 26   | 1    | 1     | 0     | 1          | 0          | 1      | 0      | 29    | 1     |
| Уиган Атлетик             | 2016/17          | Чемпионшип       | 0    | 0    | 0     | 0     | 0          | 0          | —      | —      | 0     | 0     |
| Уиган Атлетик             | 2017/18          | Лига 1           | 22   | 0    | 4     | 0     | 1          | 0          | 1      | 0      | 28    | 0     |
| Уиган Атлетик             | Итого            | Итого            | 48   | 1    | 5     | 0     | 2          | 0          | 2      | 0      | 57    | 1     |
| Сандерленд                | 2018/19          | Лига 1           | 27   | 0    | 2     | 0     | 1          | 0          | 4      | 0      | 34    | 0     |
| Донкастер Роверс          | 2019/20          | Лига 1           | 27   | 2    | 2     | 0     | 1          | 0          | 2      | 0      | 32    | 2     |
| Донкастер Роверс          | 2020/21          | Лига 1           | 43   | 7    | 4     | 0     | 0          | 0          | 1      | 0      | 48    | 7     |
| Донкастер Роверс          | Итого            | Итого            | 70   | 9    | 6     | 0     | 1          | 0          | 3      | 0      | 80    | 9     |
| Блэкпул                   | 2021/22          | Чемпионшип       | 17   | 0    | 0     | 0     | 2          | 0          | —      | —      | 19    | 0     |
| Блэкпул                   | 2022/23          | Чемпионшип       | 0    | 0    | 0     | 0     | 0          | 0          | —      | —      | 0     | 0     |
| Блэкпул                   | Итого            | Итого            | 17   | 0    | 0     | 0     | 2          | 0          | 0      | 0      | 19    | 0     |
| Шеффилд Уэнсдей (аренда)  | 2022/23          | Лига 1           | 25   | 0    | 2     | 0     | 2          | 0          | 5      | 1      | 34    | 1     |
| Шеффилд Уэнсдей           | 2023/24          | Чемпионшип       | 8    | 0    | 2     | 0     | 1          | 0          | 0      | 0      | 11    | 0     |
| Ротерем Юнайтед           | 2024/25          | Лига 1           | 11   | 0    | 0     | 0     | 2          | 0          | 1      | 0      | 14    | 0     |
| Всего за карьеру          | Всего за карьеру | Всего за карьеру | 220  | 11   | 18    | 0     | 15         | 0          | 15     | 1      | 268   | 12    |

## Личная жизнь
Отец Риса, Линтон, также был футболистом и выступал за английские клубы нижних дивизионов. Брат Риса Мэтти также является воспитанником академии «Манчестер Юнайтед» и является профессиональным футболистом.